# Communauté de communes du Pays de Belle-Isle-en-Terre
La communauté de communes du Pays de Belle-Isle-en-Terre est une ancienne communauté de communes
française, située dans le département des Côtes-d'Armor, en région Bretagne.

## Histoire
Elle disparait le 31 décembre 2016 en fusionnant avec les communautés de communes de Callac - Argoat, Paimpol-Goëlo, Pays de Bégard, Pays de Bourbriac, Guingamp Communauté et Pontrieux Communauté pour former une nouvelle communauté d'agglomération, sous le nom de Guingamp Paimpol Armor Argoat Agglomération.

## Territoire communautaire

### Géographie
Située dans le pays de Guingamp, au nord-ouest du département, la communauté de communes regroupait les sept communes du canton de Belle-Isle-en-Terre.

### Composition
Elle est composée des 7 communes suivantes :
| Nom                         | Code Insee | Gentilé          | Superficie (km2) | Population (dernière pop. légale) | Densité (hab./km2) |
| --------------------------- | ---------- | ---------------- | ---------------- | --------------------------------- | ------------------ |
| Belle-Isle-en-Terre (siège) | 22005      | Belleilois       | 14,11            | 1 081 (2014)                      | 77                 |
| La Chapelle-Neuve           | 22037      | Chapelle-Neuvois | 23,78            | 437 (2014)                        | 18                 |
| Gurunhuel                   | 22072      | Gurunhuellois    | 19,58            | 444 (2014)                        | 23                 |
| Loc-Envel                   | 22129      | Locenvellois     | 3,36             | 67 (2014)                         | 20                 |
| Louargat                    | 22135      | Louargatais      | 57,23            | 2 344 (2014)                      | 41                 |
| Plougonver                  | 22216      | Plougonverois    | 35,72            | 736 (2014)                        | 21                 |
| Tréglamus                   | 22354      | Tréglamusois     | 18,79            | 987 (2014)                        | 53                 |

### Démographie
| 1999  | 2006  | 2009  | 2012  |
| ----- | ----- | ----- | ----- |
| 5 685 | 5 806 | 5 934 | 6 046 |

## Administration

### Siège
Le siège de la communauté de communes était à Belle-Isle-en-Terre, 15 rue Crec'h Ugen.

### Conseil communautaire
Les 27 conseillers titulaires étaient répartis selon le droit commun comme suit :
| Nombre de conseillers | Communes                                |
| --------------------- | --------------------------------------- |
| 8                     | Louargat                                |
| 5                     | Belle-Isle-en-Terre, Tréglamus          |
| 3                     | Plougonver                              |
| 2                     | La Chapelle-Neuve, Gurunhuel, Loc-Envel |

### Élus
La communauté de communes était administrée par un conseil communautaire constitué en 2014 de 27 conseillers communautaires.
À la suite des élections municipales de 2014 dans les Côtes-d'Armor, le conseil communautaire du 24 avril 2014 avait élu son président, Dominique Pariscoat, maire de Tréglamus, ainsi que ses 6 vice-présidents. La liste des vice-présidents était alors la suivante :
|     | Attributions                                               | Identité          | Qualité                                 |
| --- | ---------------------------------------------------------- | ----------------- | --------------------------------------- |
| 1er | Service technique                                          | Christian Prigent | Maire de Plougonver                     |
| 2e  | Développement économique et emploi                         | Paul Rolland      | Maire de Gurunuhel                      |
| 3e  | Service aux personnes, aide à domicile et service de soins | Emmanuel Lutton   | Adjoint au maire de Belle-Isle-en-Terre |
| 4e  | Enfance et jeunesse                                        | Monique Le Masson | Adjointe au maire de Louargat           |
| 5e  | Administration générale                                    | Jean-Paul Prigent | Maire de La Chapelle-Neuve              |
| 6e  | Office du tourisme et maison nature                        | Virginie Doyen    | Maire de Loc-Envel                      |

### Liste des présidents
| Période    | Période       | Identité            | Étiquette | Qualité                                    |
| ---------- | ------------- | ------------------- | --------- | ------------------------------------------ |
| 1995       | avril 2014    | Jean David          | PS        | Maire de Belle-Isle-en-Terre (2001 → 2014) |
| avril 2014 | décembre 2016 | Dominique Pariscoat | DVD       | Maire de Tréglamus (2008 → 2020)           |

## Compétences
Pour la gestion des déchets, la communauté de communes est adhérente au Smitred Ouest d'Armor et désigne des délégués pour siéger au Comité Syndical de celui-ci. Les déchets sont traités dans les différentes installations du Smitred Ouest d'Armor.